# Pietro Sernagiotto
Pedro Sernagiotto ou en italien Pietro Sernagiotto (né le 17 novembre 1908 à São Paulo au Brésil et mort le 5 avril 1965 dans la même ville), surnommé Ministrinho(le petit ministre), est un joueur de football brésilien d'origine italienne (oriundo) qui évoluait au poste de milieu de terrain.

## Biographie

### Club
Sernagiotto, surnommé « Ministrinho » (Petit ministre) ou encore « Flecha de oro » (flèche d'or), fait ses débuts pour un des clubs de sa ville natale de São Paulo, le Palestra Itália (aujourd'hui Sociedade Esportiva Palmeiras), club de la communauté italienne de la ville à laquelle il appartenait.
Sernagiotto part ensuite pour l'Europe et le Piémont, où il fut acquis par le club de la Juventus Football Club (devenant par la même occasion le premier joueur brésilien de l'histoire du club) à la fin de l'année 1930, mais à cause d'un accord convenu avec le Genoa et soutenu de bonne foi, il fut disqualifié pour un an et ne joua réellement qu'au cours de la saison 1931-1932. Il dispute son premier match le 29 juin 1932 lors d'une victoire en Coupe d'Europe centrale 4-0 sur le Ferencváros. Avec le club turinois, il remporta deux titres consécutifs de champion de Serie A en 1932-1933 ainsi qu'en 1933-1934.
En 1934, il rentre au Brésil, et retrouve son premier club, le Palestra Itália qui change de nom pour Palmeiras. Il reste au club jusqu'en 1943, avec entre-temps deux courtes parenthèses dans clubs paulistes du São Paulo FC et de l'Associação Portuguesa de Desportos.

### Sélection
Il n'a disputé qu'un seul match en sélection avec l'équipe du Brésil, une victoire 3-2 contre la France le 1er août 1930 en amical.
Après avoir obtenu la nationalité italienne, il a également disputé une partie avec l'équipe B italienne, le 22 octobre 1933 à Verceil contre la Hongrie, match qui s'est terminé sur un score de parité 4-4.

## Palmarès
| Juventus - Championnat d'Italie (2) : - Champion : 1932-33 et 1933-34. |  | Palestra Itália - Championnat de São Paulo (1) : - Champion : 1942. |